# Arthur Ward Lindsey
Pour les articles homonymes, voir Lindsey.
Arthur Ward Lindsey est un entomologiste américain, né le 11 janvier 1894 à Council Bluffs dans l'Iowa et mort le 8 mars 1963 à Lancaster dans l'Ohio d’une crise cardiaque.

## Biographie
Il fait ses études au Morningside College de Sioux City où il obtient son Bachelor of Arts en 1916. Collectionnant depuis tout jeune les papillons, il fait paraître sa première publication (The Butterflies of Woodbury County) en 1914.
Durant son doctorat, il étudie la célèbre collection de William Barnes (1860-1930) à Decatur dans l’Illinois. Il se lie d’amitié avec son conservateur, en fonction depuis 1910, James Halliday McDunnough (1877-1962). En 1919, il soutient son doctorat avec une thèse intitulée The Hesperioidea of America, North of Mexico. La même année, il remplace McDunnough à son poste de conservateur, fonction qu’il conservera jusqu’en 1921. Barnes et Lindsey font paraître cette année un travail de révision de la famille des Pterophoridae mais Lindsey en est le véritable auteur.
Après avoir enseigné au Morningside College, il devient en 1922 professeur et directeur du département de zoologie de l’Université Denison de Granville, Ohio. Il conserve ces fonctions jusqu’à son départ à la retraite en 1960.
Lindsey est l’auteur de nombreux articles sur les hesperioidea, notamment une révision de sa thèse en 1931 sous le titre d’Hesperiidae of North America auquel participe Roswell Carter Williams Jr (1869-1946) et Ernest Layton Bell (1876-1964). Il est aussi l’auteur de cinq manuels de zoologie ainsi que sur la génétique et l’évolution. Il dirige également la publication, de 1945 à 1948 des Annals of the Entomological Society of America. Sa collection, riche de 6 000 spécimens et de 28 types est conservée par le Muséum Carnegie de Pittsburgh.

## Source
- Arnold Mallis (1971). American Entomologists. Rutgers University Press (New Brunswick) : xvii + 549 p.